# Atlético Madrid
Club Atlético de Madrid, S.A.D. (phát âm tiếng Tây Ban Nha: [ˈkluβ aˈtletiko ðe maˈðɾið]; nghĩa là "Câu lạc bộ thể thao của Madrid") thường được biết đến với cái tên Atlético Madrid, hay đơn giản là Atlético, là một câu lạc bộ bóng đá chuyên nghiệp Tây Ban Nha có trụ sở tại Madrid, hiện đang thi đấu tại La Liga. Câu lạc bộ tổ chức các trận đấu sân nhà tại sân vận động Metropolitano, có sức chứa 70.460.
Về mặt số lần vô địch giải đấu, Atlético Madrid là câu lạc bộ thành công thứ ba trong bóng đá Tây Ban Nha - sau Real Madrid và Barcelona. Atlético đã giành chức vô địch La Liga mười một lần, bao gồm cú đúp giải đấu và cúp năm 1996; giành Copa del Rey mười lần; hai Supercopas de España, một Copa Presidente FEF và một Copa Eva Duarte; tại châu Âu, họ đã giành European Cup Winners' Cup năm 1962, là á quân vào các năm 1963 và 1986, là á quân UEFA Champions League vào các năm 1974, 2014 và 2016, đã giành chức vô địch Europa League vào các năm 2010, 2012 và 2018, và giành chức vô địch UEFA Super Cup vào các năm 2010, 2012 và 2018 cũng như Intercontinental Cup 1974.
Trong suốt lịch sử, câu lạc bộ đã được biết đến bằng một số biệt danh, bao gồm Los Colchoneros ("Những người làm đệm"), do các dải màu của đội hình đầu tiên cùng màu với những chiếc đệm truyền thống. Trong những năm 1970, họ được biết đến với tên Los Indios, một số người cho rằng điều này là do câu lạc bộ ký hợp đồng với một số cầu thủ Nam Mỹ sau khi hạn chế về việc ký hợp đồng với cầu thủ nước ngoài được gỡ bỏ. Tuy nhiên, cũng có một số lý thuyết khác cho rằng họ được đặt tên như vậy bởi vì sân vận động của họ được "cắm trại" trên bờ sông, hoặc bởi vì Los Indios (Người Ấn Độ) là kẻ thù truyền thống của Los Blancos (Những người Trắng), đó là biệt danh của đối thủ cùng thành phố, Real Madrid. Felipe VI, vua của Tây Ban Nha, đã là chủ tịch danh dự của câu lạc bộ kể từ năm 2003.

## Lịch sử

### Nền tảng và năm đầu tiên (1903-1939)
Câu lạc bộ được thành lập vào ngày 26 tháng 4 năm 1903 với cái tên Athletic Club de Madrid bởi ba học sinh Basque sống ở Madrid. Những người sáng lập đã nhìn thấy câu lạc bộ mới như là một chi nhánh thanh niên của đội thời thơ ấu của họ, Athletic Bilbao. Năm 1904, họ được các thành viên bất đồng chính kiến của Real Madrid tham gia. Họ bắt đầu chơi màu xanh và trắng, tương tự như Athletic Bilbao, nhưng đến năm 1911, Athletic đã chơi với màu đỏ và sọc trắng hiện tại. Nhiều người tin rằng sự thay đổi này đã bị ảnh hưởng bởi vì những chiếc sọc đỏ và trắng là các sọc rẻ nhất, vì sự kết hợp giống nhau đã được sử dụng để làm nệm giường, và vải không dùng được dễ dàng chuyển thành áo sơ mi bóng đá. Phát hiện ra một lựa chọn rẻ hơn có thể thuyết phục họ thay đổi và ảnh hưởng đến câu lạc bộ Madrid được gọi là biệt danh Los Colchoneros. Một lý do hợp lý khác để thay đổi màu sắc là cả Athletic Bilbao và Athletic Madrid đều mua các bộ dụng cụ màu trắng và trắng của Blackburn Rovers ở Anh. Một lần vào năm 1911, Juanito Elorduy, cựu cầu thủ và thành viên ban giám đốc Athletic Madrid, đã sang Anh để mua bộ dụng cụ cho cả hai đội. Khi anh ta thất bại trong việc tìm mua các bộ dụng cụ của Blackburn Rovers, anh ấy đã mua những chiếc áo đỏ và trắng của Southampton. Athletic Madrid đã thông qua chiếc áo đỏ và trắng nhưng đã chọn để giữ những chiếc quần short màu xanh của Blackburn Rovers, dẫn tới họ cũng được biết đến với cái tên Los Rojiblancos.
Căn cứ đầu tiên của Atlético, Ronda de Vallecas, nằm trong khu vực tầng lớp lao động cùng tên ở phía nam thành phố. Vào năm 1919, Compañía Urbanizadora Metropolitana - công ty điều hành hệ thống thông tin liên lạc ngầm ở Madrid - đã có được một số đất, gần Đại học Ciudad. Và vào năm 1921, Athletic Madrid đã trở thành độc lập của câu lạc bộ phụ huynh Athletic Bilbao. Là một phần của dự án này, công ty đã xây dựng một sân vận động thể thao mang tên sân vận động Metropolitano de Madrid, và Athletic đã có một sân vận động mới với sức chứa 35.800 chỗ. Metropolitano đã được sử dụng cho đến năm 1966, khi họ chuyển tới Vicente Calderón mới.
Trong những năm 1920, Athletic đã giành Campeonato del Centro ba lần và là Copa del Rey chạy vào năm 1921; Trớ trêu thay, trận chung kết này đã khiến họ phải đối mặt với CLB bóng đá Athletic Bilbao, cũng như vào cuối năm 1926. Dựa vào kỷ lục này, họ được mời tham dự Primera División của La Liga lần đầu tiên vào năm 1928. Trong mùa La Liga ra mắt của họ, câu lạc bộ được quản lý bởi Fred Pentland, nhưng sau hai mùa giải ở Primera División, họ lại xuống hạng Segunda División. Họ quay trở lại La Liga một thời gian ngắn vào năm 1934 nhưng sau đó lại xuống hạng vào năm 1936 sau khi Josep Samitier tiếp tục vào giữa mùa giải từ Pentland. May mắn thay cho Los Colchoneros, Cuộc nội chiến ở Tây Ban Nha đã làm cho câu lạc bộ phải nghỉ ngơi, vì Real Oviedo đã không thể chơi được do sự phá hủy sân vận động của họ trong các vụ đánh bom. Như vậy, cả La Liga và Athletic đều bị trì hoãn, sau đó là chiến thắng trong trận play-off với Osasuna, nhà vô địch của giải Segunda División.

### Athletic Aviación de Madrid (1939-1947)
Đến năm 1939, khi La Liga tiếp tục, Athletic đã sáp nhập với Aviación Nacional của Zaragoza để trở thành Athletic Aviación de Madrid. Aviación Nacional được thành lập vào năm 1939 bởi các thành viên của Không quân Tây Ban Nha. Họ đã được hứa hẹn một nơi trong Primera División cho mùa giải 1939-40, chỉ để bị từ chối bởi RFEF. Như một sự thỏa hiệp, câu lạc bộ này sáp nhập với Athletic, đội đã mất 8 cầu thủ trong suốt cuộc nội chiến. Nhóm nghiên cứu đã được trao một chỗ trong 1939-1940 chiến dịch La Liga chỉ như là một thay thế cho Real Oviedo. Với huyền thoại Ricardo Zamora là người quản lý, câu lạc bộ sau đó đã giành danh hiệu La Liga đầu tiên của mùa giải đó và giữ lại chức vô địch năm 1941. Cầu thủ có ảnh hưởng nhất trong những năm này là đội trưởng Germán Gómez, người đã được ký kết từ Racing de Santander năm 1939. Anh chơi tám mùa liên tiếp cho Rojiblancos cho đến chiến dịch 1947-48. Từ vị trí tiền vệ trung tâm của mình, anh đã lập một tiền vệ huyền thoại cùng với Machín và Ramón Gabilondo. Năm 1941, một nghị định do Francisco Franco cấm đội từ việc sử dụng tên nước ngoài và câu lạc bộ trở thành Atlético de Aviacion Madrid. Năm 1947, câu lạc bộ quyết định từ bỏ tên của hiệp hội quân đội và đặt căn cứ vào tên hiện tại của CLB Atlético de Madrid. Cùng năm đó, Atlético đã đánh bại Real Madrid 5-0 tại Metropolitano, chiến thắng lớn nhất của họ trước đối thủ này.

### Thời kỳ hoàng kim (1947-1965)
Dưới thời Helenio Herrera và với sự giúp đỡ của Larbi Benbarek, Atlético lại vô địch La Liga vào các năm 1950 và 1951. Với sự ra đi của Herrera vào năm 1953, câu lạc bộ bắt đầu tụt lại phía sau Real Madrid và Barcelona và trong khoảng thời gian còn lại của những năm 1950, họ phải cạnh tranh với Athletic Bilbao để giành danh hiệu đội thứ ba ở Tây Ban Nha.
Tuy nhiên, trong những năm 1960 và 1970, Atlético Madrid đã thách thức Barcelona cho vị trí thứ hai. Mùa giải 1957-58 chứng kiến Ferdinand Daučík dẫn dắt Atlético, nơi anh dẫn họ tới vị trí thứ hai tại La Liga. Điều này dẫn đến việc Atlético đủ điều kiện tham dự Cúp C1 châu Âu 1958-1959, vì đội vô địch La Liga, Real Madrid, là đương kim vô địch châu Âu. Được truyền cảm hứng từ tiền đạo trung tâm người Brazil Vavá và Enrique Collar, Atlético đã lọt vào bán kết sau khi đánh bại Drumcondra, CSKA Sofia và Schalke 04. Ở bán kết, họ đã gặp Real Madrid, đội đã thắng trận lượt đi với tỷ số 2-1 tại sân nhà Santiago Bernabéu trong khi Atlético thắng 1-0 tại Metropolitano. Trận đấu được đá lại và Real thắng 2-1 tại Zaragoza.
Tuy nhiên, Atlético đã phục thù được khi dưới sự dẫn dắt của cựu huấn luyện viên Real José Villalonga, họ đã đánh bại Real trong hai trận chung kết Copa del Rey liên tiếp vào năm 1960 và 1961. Năm 1962, họ giành chức vô địch Cúp Cúp Châu Âu, đánh bại Fiorentina 3-0 sau khi phát lại.  Thành tích này có ý nghĩa quan trọng đối với câu lạc bộ, vì Cup Winners 'Cup là chiếc cúp châu Âu duy nhất mà Real Madrid không bao giờ giành được. Một năm sau đó câu lạc bộ đạt đến 1963 cuối cùng, nhưng thua English phía Tottenham Hotspur 5-1.  Enrique Collar, người tiếp tục là một cầu thủ có ảnh hưởng trong thời đại này, bây giờ đã có sự tham gia của những tiền vệ như Miguel Jones và tiền vệ trung tâm Adelardo.
Các năm tốt nhất của Atlético trùng hợp với các đội Real Madrid thống trị. Giữa năm 1961 và 1980, Real Madrid đã thống trị La Liga, giành chiến thắng trong cuộc thi 14 lần. Trong thời kỳ này, chỉ có Atlético đã đưa ra bất kỳ thách thức nghiêm trọng nào cho Real, giành chức vô địch La Liga vào những năm 1966, 1970, 1973 và 1977 và kết thúc giải đấu năm 1961, 1963 và 1965. Câu lạc bộ đã thành công hơn nữa khi giành Copa del Rey vào ba lần vào năm 1965, 1972 và 1976. Năm 1965, khi họ kết thúc khi La Liga chạy đến Real sau một trận đấu dữ dội cho danh hiệu, Atlético đã trở thành đội đầu tiên đánh bại Real ở Bernabéu trong tám năm.

### Chung kết Cúp Châu Âu (1965-1974)
Các tay vợt nổi tiếng từ thời này bao gồm Adelardo và các cầu thủ thường xuyên Luis Aragonés, Javier Irureta và José Eulogio Gárate, đội Pichichi ba lần vào năm 1969, 1970 và 1971. Trong những năm 1970, Atlético cũng tuyển mộ một số nhân viên Argentina, Rubén Ayala, Panadero Díaz và Ramón "Cacho" Heredia cũng như HLV Juan Carlos Lorenzo. Lorenzo tin tưởng vào kỷ luật, thận trọng và phá vỡ lối chơi của đối phương, và mặc dù gây nhiều tranh cãi, phương pháp của anh đã thành công - sau khi chiến thắng La Liga năm 1973, câu lạc bộ đã vươn tới Chung kết Cúp Châu Âu 1974.  Trên đường đến trận chung kết, Atlético đã đánh bại Galatasaray, Dinamo Bucureşti, Red Star Belgrade và Celtic.  Trong trận lượt đi của bán kết gặp Celtic, Atlético có Ayala, Díaz, và thay Quique tất cả bị đuổi khỏi sân trong một cuộc gặp gỡ cứng đã chiến đấu trong những gì đã được báo cáo là một trong những trường hợp tồi tệ nhất của hoài nghi hà giải đấu đã chứng kiến. Do chủ nghĩa hoài nghi này, họ đã có một trận hòa 0-0, tiếp theo là chiến thắng 2-0 trong trận lượt về với các bàn thắng của Gárate và Adelardo.  Tuy nhiên, trận chung kết tại sân vận động Heysel là một sự mất mát cho Atlético. Đối đầu với đội Bayern Munich bao gồm Franz Beckenbauer, Sepp Maier, Paul Breitner, Uli Hoeneß và Gerd Müller, Atlético đã thi đấu trên chính họ. Mặc dù thiếu Ayala, Díaz và Quique thông qua đình chỉ, họ đã đi trước trong thêm thời gian chỉ còn lại bảy phút. Aragonés ghi bàn bằng một cú đá miễn phí, trông như người chiến thắng, nhưng ở phút cuối cùng của trận đấu, hậu vệ Georg Schwarzenbeck của Bayern cân bằng với một cú sút xa 25 yard mà thủ môn Miguel Reina của Atlético bất động.  Trong một phát lại tại Heysel hai ngày sau đó, Bayern giành chiến thắng 4-0 thuyết phục, với hai bàn thắng của Hoeneß và Müller.

### Những năm Aragonés (1974-1987)
Không lâu sau khi thất bại tại Cúp Châu Âu, Atlético đã bổ nhiệm cầu thủ kỳ cựu Luis Aragonés làm huấn luyện viên. Aragonés sau đó đã từng là huấn luyện viên trong bốn dịp riêng biệt, từ năm 1974 đến năm 1980, từ năm 1982 đến năm 1987 một lần nữa năm 1991 cho đến năm 1993 và cuối cùng từ 2002 đến 2003. Thành công đầu tiên của ông đã nhanh chóng như Bayern Munich đã từ chối tham gia vì tắc nghẽn cố định Trong Cúp Intercontinental và khi họ giành chức vô địch Cúp Châu Âu, Atlético đã được mời thay thế. Các đối thủ của họ là Independiente của Argentina, và sau khi thua 1-0, họ đã giành chiến thắng 2-0 với bàn thắng của Javier Irureta và Rubén Ayala.
Trong suốt nhiệm vụ thứ hai của mình, Aragonés dẫn đầu câu lạc bộ tới La Liga và giành huy chương tại Copa del Rey, cả năm 1985. Anh đã nhận được sự trợ giúp đáng kể từ Hugo Sánchez, người đã ghi được 19 bàn thắng ở giải đấu và giành chiến thắng Pichichi. Sánchez cũng ghi hai bàn trong trận chung kết cúp như Atlético đánh bại Athletic Bilbao 2-1. Tuy nhiên, Sánchez chỉ ở lại câu lạc bộ trong một mùa giải trước khi anh chuyển tới Real Madrid. Mặc dù mất Sánchez, Aragones tiếp tục dẫn dắt câu lạc bộ để thành công trong Siêu cúp bóng đá Tây Ban Nha trong năm 1985 và sau đó hướng dẫn họ đến Cúp European Cup Winners' cuối cùng trong năm 1986. Atlético, tuy nhiên, đã thua trận chung kết thứ ba liên tiếp ở châu Âu, Lần này 3-0 cho Dynamo Kyiv.

### Các Jesús Gil năm (1987-2003)
Năm 1987, chính trị gia gây tranh cãi và doanh nhân Jesús Gil trở thành chủ tịch câu lạc bộ, điều hành câu lạc bộ cho đến khi ông từ chức vào tháng 5 năm 2003.
Atlético đã không giành được La Liga trong mười năm và đã tuyệt vọng cho sự thành công của giải đấu. Ngay sau đó, Gil đã dành rất nhiều thời gian, mang về một số hợp đồng đắt giá, đặc biệt là cầu thủ chạy cánh người Bồ Đào Nha Paulo Futre, người vừa đoạt cúp châu Âu với Porto.  Tuy nhiên, tất cả chi tiêu này chỉ mang lại hai danh hiệu Copa del Rey trong năm 1991 và 1992 khi danh hiệu giải đấu tỏ ra khó nắm bắt. Các Atlético gần nhất đến giải La Liga là mùa giải 1990-91 khi họ kết thúc chạy bằng mười điểm cho Johan Cruyff của Barcelona. Trong quá trình, Gil đã phát triển một danh tiếng tàn nhẫn do cách thức mà ông điều hành câu lạc bộ. Để theo đuổi thành công của giải đấu, anh đã thuê và sa thải một số huấn luyện viên nổi tiếng như César Luis Menotti, Ron Atkinson, Javier Clemente, Tomislav Ivić, Francisco Maturana, Alfio Basile cũng như huyền thoại của đội bóng Luis Aragonés.
Gil cũng đóng cửa học viện trẻ của Atlético vào năm 1992,  một hành động sẽ chứng minh quan trọng thành viên học viện do 15 tuổi Raúl người, kết quả là, đã đi khắp thành phố để sau đó đạt được sự nổi tiếng trên toàn thế giới với các đối thủ Real Madrid.  Động thái này được đưa ra như là một phần của kế hoạch tái cấu trúc kinh doanh của Gil được khởi xướng bởi câu lạc bộ; Atlético đã trở thành một Sociedad Anonima Deportiva, một cơ cấu công ty được hưởng lợi từ tình trạng pháp lý đặc biệt được đưa ra gần đây theo luật doanh nghiệp của Tây Ban Nha, cho phép các cá nhân mua và bán cổ phiếu của câu lạc bộ.
Trong chiến dịch giải đấu 1994-95, Atlético chỉ tránh được xuống hạng nhờ trận hòa vào ngày cuối cùng của mùa giải. Điều này đã thúc đẩy một sự thay đổi quản lý khác cùng với việc giải phóng mặt bằng bán buôn trong suốt mùa hè năm 1995. Một phần bất ngờ, trong mùa giải 1995-1996, Radomir Antić mới đến, với một đội gồm các cổ động viên: Toni, Roberto Solozábal, Delfi Geli, Juan Vizcaíno, José Luis Caminero, Diego Simeone và Kiko, cũng như các vụ mua lại mới Milinko Pantić, Luboslav Penev, Santi Denia và José Francisco Molina cuối cùng cũng đã giành được nhiều danh hiệu vô địch sau khi Atlético giành được chiến thắng của La Liga / Copa del Rey.
Mùa giải tiếp theo, 1996-97, lần đầu tiên câu lạc bộ tham gia Champions League. Với sự mong đợi và tham vọng, các hợp đồng chuyển nhượng mùa hè đáng chú ý nhất là tiền đạo Juan Esnáider từ Real Madrid và Radek Bejbl, người đã có một màn trình diễn tuyệt vời cho Cộng hòa Séc tại Euro 1996. Chơi trên hai mặt trận, Atlético rơi ra khỏi danh hiệu vô địch ngay từ đầu, trong khi ở Champions League, họ đã bị Ajax đánh bại trong một thời gian dài ở vòng tứ kết. Trước mùa giải 1997-98, chi tiêu nặng nề tiếp tục với các bản hợp đồng của Christian Vieri và Juninho. Tuy nhiên, tất cả thành công đều tạo ra sự thay đổi nhỏ trong chiến lược của Gil, Và mặc dù Antić sống sót qua ba mùa liên tiếp phụ trách, anh đã được thay thế vào mùa hè năm 1998 với Arrigo Sacchi, người chỉ còn lại vị trí quản lý trong vòng chưa đầy sáu tháng. Antić sau đó trở lại một thời gian ngắn vào đầu năm 1999 chỉ để được thay thế bởi Claudio Ranieri vào cuối mùa giải. Mùa 1999-2000 chứng tỏ là tai hại cho Atlético. Vào tháng 12 năm 1999, Gil và ban giám đốc của ông đã bị đình chỉ trong khi điều tra về việc sử dụng sai của các quỹ của câu lạc bộ, với quản lý do chính phủ José Manuel Rubí điều hành các hoạt động hàng ngày của Atlético. Với việc bãi nhiệm chủ tịch câu lạc bộ Jesús Gil và ban lãnh đạo của anh, các cầu thủ đã thi đấu tồi tệ và câu lạc bộ lúng túng. Ranieri đã từ chức với câu lạc bộ ngồi thứ 17 trên 20 trong bảng xếp hạng và hướng về phía xuống hạng. Antić, trở lại với đợt tập huấn thứ ba, đã không thể ngăn cản điều không tránh khỏi. Mặc dù đạt được Copa del Rey cuối cùng, Atlético đã được xuống hạng.
Atlético đã trải qua hai mùa giải ở Segunda División, sau đó giành chức vô địch Segunda División vào năm 2002. Luis Aragonés là lần thứ tư và cũng là huấn luyện viên của Atlético, người đã đưa họ trở lại Primera División.  Anh cũng huấn luyện đội bóng trong mùa giải tới, và cho Fernando Torres của anh ra mắt tại La Liga.

### Thời kỳ Aguirre (2006-2009)
Năm 2006, Atlético đã ký các tiền vệ Bồ Đào Nha Costinha và Maniche, cũng như tiền đạo người Argentina Sergio Agüero. Vào tháng 7 năm 2007, Fernando Torres đã rời câu lạc bộ Liverpool với giá 26,5 triệu bảng,  trong khi Luis García đã chuyển hướng ngược lại vào cùng thời điểm trong một vụ chuyển nhượng không liên quan.  Câu lạc bộ cũng đã mua Uruguay quốc tế và tiền thân của European Golden Boot / Pichichi chiến thắng Diego Forlán cho khoảng 21.000.000 € từ Villarreal.  Các bổ sung khác bao gồm cầu thủ chạy cánh người Bồ Đào Nha Simão từ Benfica và cầu thủ chạy cánh José Antonio Reyes với giá 12 triệu Euro.
Vào tháng 7 năm 2007, hội đồng Atlético đã đạt được một thỏa thuận với Thành phố Madrid để bán đất nơi sân vận động của họ nằm và di chuyển câu lạc bộ đến sân vận động Olympic của thành phố. Tuy nhiên, sân vận động mới sẽ thay đổi tay vào năm 2016 và thuộc sở hữu của câu lạc bộ. Madrid đã đăng ký tổ chức Thế vận hội 2016, thua lỗ tại Rio de Janeiro.
Các mùa giải 2007-08 chứng minh là mùa thành công nhất cho câu lạc bộ trong thập kỷ qua. Đội đã vươn tới vị trí 32 trong cúp UEFA, nơi họ bị Bolton Wanderers đánh bại. Họ cũng vươn tới vòng tứ kết Copa del Rey, nơi họ bị Valencia đánh bại. Đáng kể hơn, đội đã kết thúc mùa giải Liga ở vị trí thứ tư, đủ điều kiện cho Champions League lần đầu tiên kể từ mùa giải 1996-97. 
Diego Forlán ghi được 32 bàn thắng cho Atlético của La Liga trong năm 2008-09, khiến anh trở thành cầu thủ ghi bàn hàng đầu ở Tây Ban Nha và châu Âu
Vào ngày 3 tháng 2 năm 2009, Javier Aguirre bị loại khỏi chức vụ quản lý của anh sau một lần khởi đầu thất vọng vào mùa giải, và không có chiến thắng trong sáu trận đấu. Ông sau đó tuyên bố rằng điều này là không chính xác, và rằng ông đã để lại bởi chấm dứt lẫn nhau hơn là thông qua việc sa thải.  Có một thái độ oán giận công khai sau khi sa thải, nhiều người tin rằng ông không phải là nguyên nhân gây ra các vấn đề của Atlético, đó là cầu thủ Diego Forlán. Ông đã ủng hộ cựu huấn luyện viên của ông và nói rằng, "Huỷ bỏ Javier là cách dễ dàng, nhưng ông không phải là nguyên nhân gây ra vấn đề của chúng tôi. Các cầu thủ là do lỗi vì chúng tôi đã không chơi tốt và chúng tôi đã có nhiều sai sót. " Điều này đã dẫn tới việc bổ nhiệm Abel Resino làm giám đốc mới của Atlético.
Thành công của Atlético tiếp tục ở nửa sau của mùa giải khi họ xếp thứ tư một lần nữa trong bảng xếp hạng, giành được vị trí trong vòng playoff của UEFA Champions League. Tiền đạo Diego Forlán được trao tặng chiếc cúp Pichichi và cũng giành được chiếc giày vàng Châu Âu sau khi ghi được 32 bàn thắng cho Atlético mùa giải đó.  Atlético thấy thành công trong nước này như một cơ hội để củng cố đội hình của họ cho mùa giải Champions League sắp tới. Họ thay thế thủ môn kỳ cựu Leo Franco cùng David de Gea từ các đội trẻ và ký hợp đồng với cầu thủ trẻ Sergio Asenjo từ Real Valladolid. Atlético cũng mua Real Betis hậu vệ và Juanito Tây Ban Nha trên một chuyển nhượng tự do. Mặc dù áp lực từ các câu lạc bộ lớn để bán cầu thủ ngôi sao Agüero và Forlán, Atlético vẫn cam kết duy trì được cơ sở tấn công mạnh mẽ của mình với hy vọng cho một mùa giải thành công mới.
Các Atlético mùa giải 2009-10, tuy nhiên, bắt đầu kém với nhiều thất bại và bàn thua. Vào ngày 21 tháng 10, Atletico đã bị búa 4-0 bởi câu lạc bộ Chelsea Anh ở vòng bảng Champions League.  Sự thất bại này đã khiến ban quản lý Atletico thông báo rằng người quản lý Abel Resino đã phải rời đi.  Sau khi thất bại trong việc ký hợp đồng với cựu vô địch bóng đá Michael Laudrup của Đan Mạch, Atlético Madrid đã tuyên bố chính thức rằng huấn luyện viên mới cho phần còn lại của mùa giải là Quique Sánchez Flores.

### Dưới thời Sánchez Flores (2009-2011)
Dưới thời huấn luyện viên Sánchez Flores, Atlético Madrid đã có sự cải thiện đáng kể về phong độ trong mùa giải 2009-2010. Tuy nhiên, thành tích của họ tại La Liga mùa giải 2009-10 vẫn chưa thực sự ấn tượng khi chỉ cán đích ở vị trí thứ 9. Bù lại, Atlético đã thi đấu xuất sắc tại vòng bảng UEFA Champions League 2009-10, xếp thứ 3 và sau đó tiếp tục tiến vào vòng 32 Europa League. Atlético tiếp tục hành trình và giành chức vô địch Europa League. Họ đã đánh bại các đội bóng Anh là Liverpool ở bán kết và Fulham ở trận chung kết, diễn ra tại sân vận động HSH Nordbank Arena ở Hamburg vào ngày 12 tháng 5 năm 2010. Diego Forlán ghi cả hai bàn thắng, trong đó có bàn ấn định chiến thắng 2-1 ở phút thứ 116 của hiệp phụ.
Lần đầu tiên kể từ khi chiến thắng tại Cúp C2 châu Âu 1961–62, Atlético Madrid lại một lần nữa lên ngôi vô địch châu Âu. Họ tiến vào trận chung kết Copa del Rey vào ngày 19 tháng 5 năm 2010, nhưng lại để thua Sevilla với tỷ số 2-0 tại Camp Nou ở Barcelona. Nhờ chiến thắng tại Europa League, Atlético Madrid đã giành được tấm vé tham dự Siêu cúp châu Âu 2010 gặp Inter Milan, nhà vô địch Champions League 2009-10. Trận đấu diễn ra trên sân Stade Louis II tại Monaco vào ngày 27 tháng 8 năm 2010. Atlético giành chiến thắng với tỷ số 2-0 nhờ các bàn thắng của José Antonio Reyes và Sergio Agüero, mang về cho đội bóng danh hiệu Siêu cúp châu Âu đầu tiên trong lịch sử.
Mùa giải 2010-11 là một mùa giải đáng thất vọng đối với Atlético Madrid. Họ chỉ cán đích ở vị trí thứ 7 tại La Liga, bị loại ở tứ kết Copa del Rey và vòng bảng Europa League. Thành tích bết bát này dẫn đến việc HLV Quique Sánchez Flores bị sa thải trước khi mùa giải kết thúc. Người thay thế ông là HLV Gregorio Manzano, cựu HLV của Sevilla. Dưới thời HLV Manzano, Atlético giành được suất dự Europa League mùa giải sau. Tuy nhiên, do phong độ thi đấu tệ hại ở La Liga, HLV Manzano cũng bị sa thải vào tháng 12 năm 2011 và được thay thế bởi HLV Diego Simeone.

### Dưới thời Simeone (2011–nay)

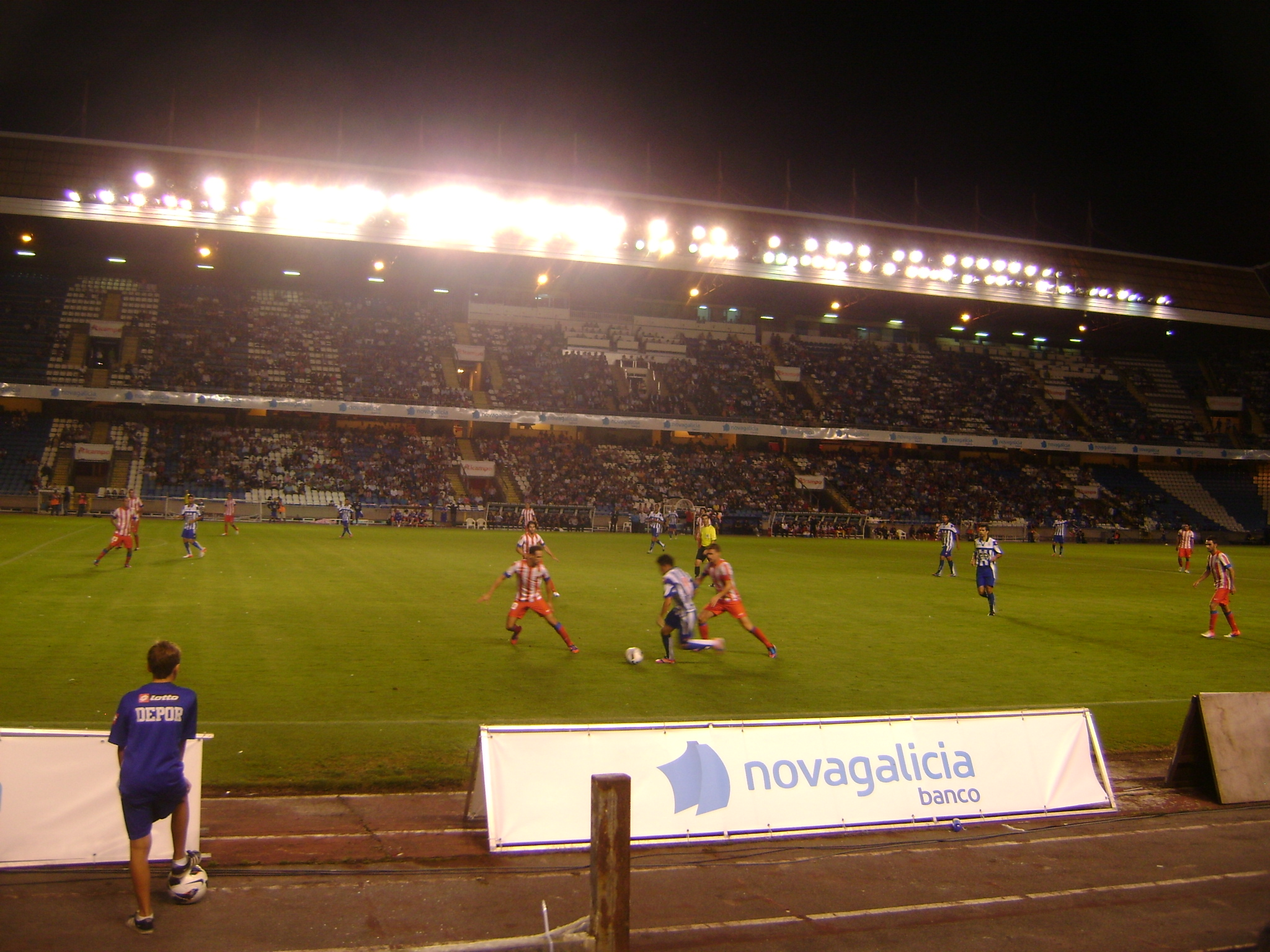
Trận đấu giữa Deportivo de La Coruña và Atlético de Madrid diễn ra vào tháng 8 năm 2012.

Simeone dẫn dắt Atlético Madrid đến chức vô địch Europa League thứ hai trong ba năm. Atlético đã đánh bại Athletic Bilbao 3-0 trong trận chung kết diễn ra vào ngày 9 tháng 5 năm 2012 tại Sân vận động Quốc gia ở Bucharest. Tiền đạo Radamel Falcao lập cú đúp và Diego ghi một bàn ấn định chiến thắng cho đội bóng. Chiến thắng tại Europa League 2012 giúp Atlético Madrid giành vé tham dự Siêu cúp UEFA 2012 gặp Chelsea, nhà vô địch Champions League mùa giải trước. Trận đấu diễn ra tại Stade Louis II, Monaco vào ngày 31 tháng 8 năm 2012 và Atlético đã giành chiến thắng thuyết phục với tỷ số 4-1. Ngày 17 tháng 5 năm 2013, Atlético Madrid chiến thắng Real Madrid trong trận chung kết Copa del Rey với tỷ số 2-1. Mùa giải 2012-13 thực sự là một mùa giải thành công rực rỡ đối với Atlético khi họ sở hữu 3 danh hiệu trong vòng hơn một năm.
Ngày 17 tháng 5 năm 2014, Atlético Madrid đã giành chức vô địch La Liga sau trận hòa 1-1 với Barcelona tại sân Camp Nou. Đây là lần đầu tiên họ vô địch La Liga kể từ năm 1996 và cũng là lần đầu tiên kể từ mùa giải 2003-04, La Liga không thuộc về Barcelona hay Real Madrid. Một tuần sau khi đăng quang La Liga, Atlético Madrid đối đầu với Real Madrid trong trận chung kết Champions League 2014. Đây là lần đầu tiên hai đội bóng cùng thành phố Madrid tranh tài ở trận chung kết Champions League, và cũng là lần đầu tiên Atlético góp mặt trong trận chung kết kể từ năm 1974. Atlético Madrid đã thua chung cuộc trước Real Madrid với tỷ số 4-1. Mùa giải 2015-16 đánh dấu lần thứ hai trong ba mùa giải Atlético Madrid góp mặt trong trận chung kết Champions League. Đối thủ của họ một lần nữa là Real Madrid, và trận đấu kết thúc với tỷ số hòa 1-1 sau 120 phút thi đấu. Trên chấm phạt đền, Real Madrid đã giành chiến thắng với tỷ số 5-3.
Ngày 21 tháng 5 năm 2017, Atlético Madrid đã có trận đấu cuối cùng trên sân nhà Vicente Calderón trước khi chuyển đến sân vận động mới Wanda Metropolitano được tân trang lại ở phía đông Madrid.
Năm 2018, Atlético Madrid đã giành được hai danh hiệu Europa League và Siêu cúp UEFA. Tại Europa League, Atlético Madrid đã chiến thắng Marseille với tỷ số 3-0 trong trận chung kết. Antoine Griezmann ghi hai bàn thắng và đội trưởng Gabi ghi bàn ấn định chiến thắng. Tiếp theo, Atlético Madrid tiếp tục đánh bại Real Madrid 4-2 trong trận tranh Siêu cúp UEFA.

Simeone cầm cúp La Liga vào ngày 23 tháng 5 năm 2021.

Ngày 22 tháng 5 năm 2021, Atlético Madrid đã chính thức lên ngôi vô địch La Liga sau chiến thắng 2-1 trước Valladolid trên sân vận động José Zorrilla. Đây là lần đầu tiên Atlético giành được danh hiệu cao quý này sau 7 năm chờ đợi.

## Kình địch

### Real Madrid
Real Madrid và Atlético Madrid là những câu lạc bộ có tính chất tương phản và số phận khác nhau. Trong khi Sân vận động Santiago Bernabéu của Real Madrid tự hào mọc trên đại lộ Paseo de la Castellana tại khu phố giàu có Chamartín ở miền bắc Madrid, thì Sân vận động Vicente Calderón ít quyến rũ của Atlético đứng ở phía nam của Madrid, trong tầng lớp lao động barrio của Arganzuela. Về mặt lịch sử, Real Madrid từ lâu đã được coi là thành lập câu lạc bộ. Ở phía bên kia, Rojiblancos luôn được đặc trưng bởi một sentimiento de rebeldía, một cảm giác nổi loạn. Mặc dù trong những năm đầu của chế độ Francisco Franco, Atlético là đội được ưa chuộng của chế độ dù đã bị cưỡng ép. Họ liên quan đến lực lượng không quân (đổi tên là Atlético Aviación), cho đến khi những ưu tiên của chế độ chuyển sang Real Madrid vào những năm 1950.
Chắc chắn, nhà nước độc tài đã cố gắng để lấy vốn chính trị ra khỏi cúp Châu Âu của Real Madrid vào thời điểm Tây Ban Nha bị cô lập quốc tế; Bộ trưởng Ngoại giao Franco Maria de Castiella nói: "Real Madrid là đại sứ quán tốt nhất mà chúng tôi từng có".  Các nhận thức như vậy đã có một tác động quan trọng đối với bản sắc bóng đá của thành phố, khai thác vào ý thức tập thể. Theo mạch này, các fan Atlético có lẽ là khởi tạo, và là ca sĩ thường xuyên nhất, của bài hát, hát theo giai điệu của Real Madrid, "Hala Madrid, hala Madrid, el EQUIPO del Gobierno, la vergüenza del Pais" , "Go Madrid, đi Madrid, đội của chính phủ, xấu hổ của đất nước."
Cho đến gần đây, Atlético Madrid đã phải vật lộn trong trận derby, mang một vệt vô địch 14 năm vào mùa giải 2012-13. Tuy nhiên, phép thuật này kết thúc vào ngày 17 tháng 5 năm 2013 sau khi Atlético đánh bại đối thủ thành phố của họ 2-1 tại Santiago Bernabéu trong trận chung kết Copa del Rey và tiếp tục vào ngày 29 tháng 9 năm 2013 khi họ giành chiến thắng 1-0, tại Bernabéu. Không thể đánh bại Real Madrid trong trận derby giải đấu kể từ năm 1999, Atletico cuối cùng đã thắng lợi vào năm 2013, bắt đầu 6 trận bất bại trong các trận derby.

### Barcelona
Mặc dù ít nổi tiếng hơn trận derby thành Madrid (Derbi Madrileño), nhưng cuộc đối đầu giữa Atlético Madrid và Barcelona vẫn được xem là một trong những trận "Siêu kinh điển" (Clásicos) của bóng đá Tây Ban Nha. Từng nghiêng hẳn về phía đội bóng xứ Catalan, sự cạnh tranh này đã trở nên gay cấn hơn kể từ đầu những năm 2010. Nhiều sự kiện đã góp phần làm gia tăng sự cạnh tranh giữa hai đội bóng. Vào năm 2016, Atlético Madrid đã loại Barcelona khỏi Champions League ở vòng tứ kết. Sau đó, vào năm 2019, tiền đạo người Pháp Antoine Griezmann gây tranh cãi khi chuyển từ Atlético Madrid sang Barcelona. Tuy nhiên, anh chỉ gắn bó với Barcelona 2 mùa giải trước khi trở lại Atlético vào năm 2021 trong bối cảnh khó khăn tài chính của đội bóng xứ Catalan. Cùng năm đó, Luis Suárez cũng bất ngờ chuyển đến Atlético và đóng vai trò quan trọng giúp đội bóng này giành chức vô địch La Liga.

## Các mùa giải gần đây
| Năm     | Giải đấu | Cấp độ | SLĐ | T  | H  | B  | BT | BB | HS  | Điểm | Vị trí  | Copa del Rey | UEFA Champions League | UEFA Europa League | Lượt người xem trung bình |
| ------- | -------- | ------ | --- | -- | -- | -- | -- | -- | --- | ---- | ------- | ------------ | --------------------- | ------------------ | ------------------------- |
| 2012–13 | La Liga  | 1      | 38  | 23 | 7  | 8  | 65 | 31 | +34 | 76   | Thứ 3   | Vô địch      | -                     | Vòng 32            | 44.296                    |
| 2013–14 | La Liga  | 1      | 38  | 28 | 6  | 4  | 77 | 26 | +51 | 90   | Vô địch | Bán kết      | Á quân                | -                  | 46.247                    |
| 2014–15 | La Liga  | 1      | 38  | 23 | 9  | 6  | 67 | 29 | +38 | 78   | Thứ 3   | Tứ kết       | Tứ kết                | -                  | 46.532                    |
| 2015–16 | La Liga  | 1      | 38  | 28 | 4  | 6  | 63 | 18 | +45 | 88   | Thứ 3   | Tứ kết       | Á quân                | -                  | 47.113                    |
| 2016–17 | La Liga  | 1      | 38  | 23 | 9  | 6  | 70 | 27 | +43 | 78   | Thứ 3   | Bán kết      | Bán kết               | -                  | 44.710                    |
| 2017–18 | La Liga  | 1      | 38  | 23 | 10 | 5  | 58 | 22 | +36 | 79   | Á quân  | Tứ kết       | Vòng bảng             | Vô địch            | 55.483                    |
| 2018–19 | La Liga  | 1      | 38  | 22 | 10 | 6  | 55 | 29 | +26 | 76   | Á quân  | Vòng 1/8     | Vòng 1/8              | -                  | 56.074                    |
| 2019–20 | La Liga  | 1      | 38  | 18 | 16 | 4  | 51 | 27 | +24 | 70   | Thứ 3   | Vòng 1/16    | Tứ kết                | -                  | 57.198                    |
| 2020–21 | La Liga  | 1      | 38  | 26 | 8  | 4  | 67 | 25 | +42 | 86   | Vô địch | Vòng 2       | Vòng 1/16             | -                  | Không rõ                  |
| 2021–22 | La Liga  | 1      | 38  | 21 | 8  | 9  | 65 | 43 | +22 | 71   | Thứ 3   | Vòng 1/8     | Tứ kết                | -                  | Không rõ                  |
| 2022–23 | La Liga  | 1      | 38  | 23 | 8  | 7  | 70 | 33 | +37 | 77   | Thứ 3   | Tứ kết       | Vòng bảng             | -                  | 55.800                    |
| 2023–24 | La Liga  | 1      | 38  | 24 | 4  | 10 | 70 | 43 | +27 | 76   | Thứ 4   | Bán kết      | Tứ kết                | -                  | 59.731                    |

- Số mùa giải tham gia Cấp độ 1 của hệ thống giải đấu bóng đá Tây Ban Nha (La Liga): 88
- Số mùa giải tham gia Cấp độ 2 của hệ thống giải đấu bóng đá Tây Ban Nha (Segunda División): 6

## Đội hình
Các đội bóng Tây Ban Nha được phép đăng ký tối đa ba cầu thủ không có quốc tịch EU trong đội hình. Quy định này nhằm mục đích thúc đẩy việc phát triển bóng đá trẻ và bảo vệ vị trí cho các cầu thủ nội địa. Danh sách đội hình chỉ ghi nhận quốc tịch chính của mỗi cầu thủ. Một số cầu thủ không phải người châu Âu trong đội có thể sở hữu hai quốc tịch, bao gồm một quốc gia thuộc EU. Cầu thủ đến từ các quốc gia ACP (Châu Phi, Caribe và Thái Bình Dương) là các bên ký kết Thỏa thuận Cotonou không bị tính vào hạn ngạch cầu thủ ngoài EU theo Phán quyết Kolpak.

### Đội hình hiện tại
Tính đến ngày 1 tháng 9 năm 2024
Ghi chú: Quốc kỳ chỉ đội tuyển quốc gia được xác định rõ trong điều lệ tư cách FIFA. Các cầu thủ có thể giữ hơn một quốc tịch ngoài FIFA.
| Số | VT | Quốc gia    | Cầu thủ                            |
| -- | -- | ----------- | ---------------------------------- |
| 1  | TM | Argentina   | Juan Musso (mượn từ Atalanta)      |
| 2  | HV | Uruguay     | José María Giménez (đội phó thứ 2) |
| 3  | HV | Tây Ban Nha | César Azpilicueta                  |
| 4  | TV | Anh         | Conor Gallagher                    |
| 5  | TV | Argentina   | Rodrigo De Paul                    |
| 6  | TV | Tây Ban Nha | Koke (đội trưởng)                  |
| 7  | TĐ | Pháp        | Antoine Griezmann                  |
| 8  | TV | Tây Ban Nha | Pablo Barrios                      |
| 9  | TĐ | Na Uy       | Alexander Sørloth                  |
| 10 | TĐ | Argentina   | Ángel Correa                       |
| 11 | TV | Pháp        | Thomas Lemar                       |
| 12 | TV | Brasil      | Samuel Lino                        |

| Số | VT | Quốc gia    | Cầu thủ                             |
| -- | -- | ----------- | ----------------------------------- |
| 13 | TM | Slovenia    | Jan Oblak (đội phó)                 |
| 14 | TV | Tây Ban Nha | Marcos Llorente                     |
| 15 | HV | Pháp        | Clément Lenglet (mượn từ Barcelona) |
| 16 | HV | Argentina   | Nahuel Molina                       |
| 17 | TV | Tây Ban Nha | Rodrigo Riquelme                    |
| 19 | TĐ | Argentina   | Julián Álvarez                      |
| 20 | HV | Bỉ          | Axel Witsel                         |
| 21 | HV | Tây Ban Nha | Javi Galán                          |
| 22 | TĐ | Argentina   | Giuliano Simeone                    |
| 23 | HV | Mozambique  | Reinildo Mandava                    |
| 24 | HV | Tây Ban Nha | Robin Le Normand                    |

### Đội dự bị
Ghi chú: Quốc kỳ chỉ đội tuyển quốc gia được xác định rõ trong điều lệ tư cách FIFA. Các cầu thủ có thể giữ hơn một quốc tịch ngoài FIFA.
| Số | VT | Quốc gia    | Cầu thủ       |
| -- | -- | ----------- | ------------- |
| 27 | HV | Hy Lạp      | Ilias Kostis  |
| 28 | TV | Tây Ban Nha | Aitor Gismera |
| 29 | TV | Tây Ban Nha | Javi Serrano  |
| 31 | TM | Tây Ban Nha | Antonio Gomis |
| 32 | TĐ | Tây Ban Nha | Adrián Niño   |

| Số | VT | Quốc gia    | Cầu thủ          |
| -- | -- | ----------- | ---------------- |
| 33 | TM | Tây Ban Nha | Alejandro Iturbe |
| 40 | TV | Tây Ban Nha | Rayane Belaid    |
| 41 | HV | Tây Ban Nha | Carlos Giménez   |
| 43 | HV | Argentina   | Gerónimo Spina   |

### Các cầu thủ khác theo hợp đồng
Ghi chú: Quốc kỳ chỉ đội tuyển quốc gia được xác định rõ trong điều lệ tư cách FIFA. Các cầu thủ có thể giữ hơn một quốc tịch ngoài FIFA.
| Số | VT | Quốc gia    | Cầu thủ      |
| -- | -- | ----------- | ------------ |
| —  | TĐ | Tây Ban Nha | Borja Garcés |
| —  | TĐ | Bồ Đào Nha  | Marcos Paulo |

### Cho mượn
Ghi chú: Quốc kỳ chỉ đội tuyển quốc gia được xác định rõ trong điều lệ tư cách FIFA. Các cầu thủ có thể giữ hơn một quốc tịch ngoài FIFA.
| Số | VT | Quốc gia | Cầu thủ                                                 |
| -- | -- | -------- | ------------------------------------------------------- |
| —  | TM | România  | Horațiu Moldovan (tại Sassuolo đến 30 tháng 6 năm 2025) |
| —  | TV | Maroc    | Salim El Jebari (tại Cartagena đến 30 tháng 6 năm 2025) |

| Số | VT | Quốc gia    | Cầu thủ                                            |
| -- | -- | ----------- | -------------------------------------------------- |
| —  | TV | Tây Ban Nha | Saúl Ñíguez (tại Sevilla đến 30 tháng 6 năm 2025)  |
| —  | TĐ | Tây Ban Nha | Carlos Martín (tại Alavés đến 30 tháng 6 năm 2025) |

## Quyền sở hữu và tài sản ở nước ngoài

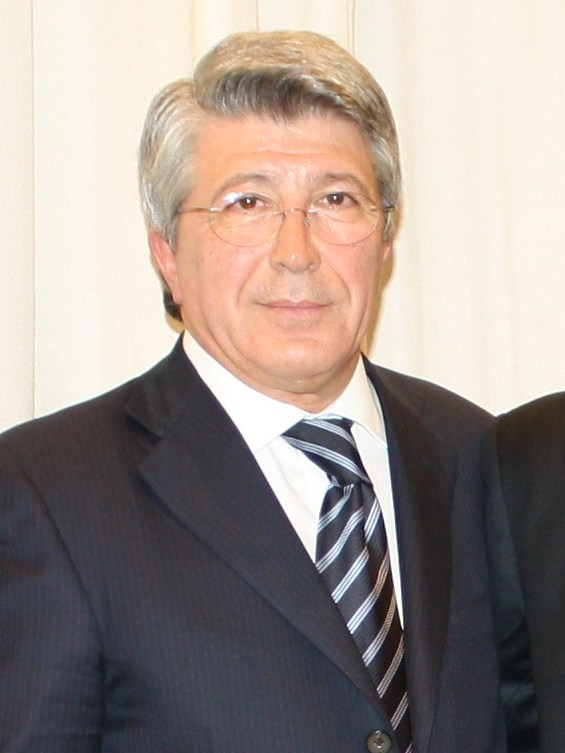
Ông Enrique Cerezo, chủ tịch hiện tại của Atlético

Enrique Cerezo Torres đảm nhiệm chức chủ tịch Atlético Madrid từ năm 2002, trong khi Miguel Ángel Gil Marín (con trai của cựu chủ tịch Jesús Gil) giữ chức giám đốc điều hành. Sau đợt tăng vốn năm 2021, Gil Marín, Cerezo và nhà đầu tư mới Ares Management Corporation nắm giữ 66,98% cổ phần thông qua công ty 'Atlético HoldCo'.
Bên cạnh đội bóng chủ lực tại La Liga, Atlético Madrid còn sở hữu hai câu lạc bộ khác: Atlético San Luis thi đấu ở giải Liga MX của Mexico và Atlético Ottawa tham gia giải Canadian Premier League. Trước đây, Atlético Madrid cũng từng đồng sở hữu một đội bóng tại giải Indian Super League (ISL) ở Kolkata, Ấn Độ. Đội bóng này ban đầu có tên là Atlético de Kolkata và đã từng hai lần vô địch giải đấu. Tuy nhiên, vào năm 2017, Sanjeev Goenka mua lại cổ phần của Atlético Madrid, chính thức chấm dứt mối quan hệ hợp tác giữa hai bên.
Tháng 10 năm 2018, Atletico De Madrid mở học viện bóng đá đầu tiên tại Lahore, Pakistan, đánh dấu học viện bóng đá châu Âu đầu tiên tại quốc gia này. Tháng 4 năm 2019, Chương trình "Trường học bóng đá" được Atletico De Madrid khởi động tại  Lahore. Tháng 10 năm 2019, Atletico De Madrid tổ chức đợt tuyển chọn tài năng trẻ tại Lahore. Tháng 2 năm 2020: Atletico Madrid Lahore chính thức gia nhập Giải bóng đá Liên đoàn Pakistan mùa giải 2020-21, đánh dấu cột mốc lịch sử cho nền bóng đá nước này. Được xếp vào bảng C, đội bóng hừng hực khí thế bước vào trận ra mắt gặp Hazara Coal.
Idan Ofer, doanh nhân và tỷ phú người Israel, nắm giữ 33% cổ phần của Atlético Madrid.

## Danh hiệu

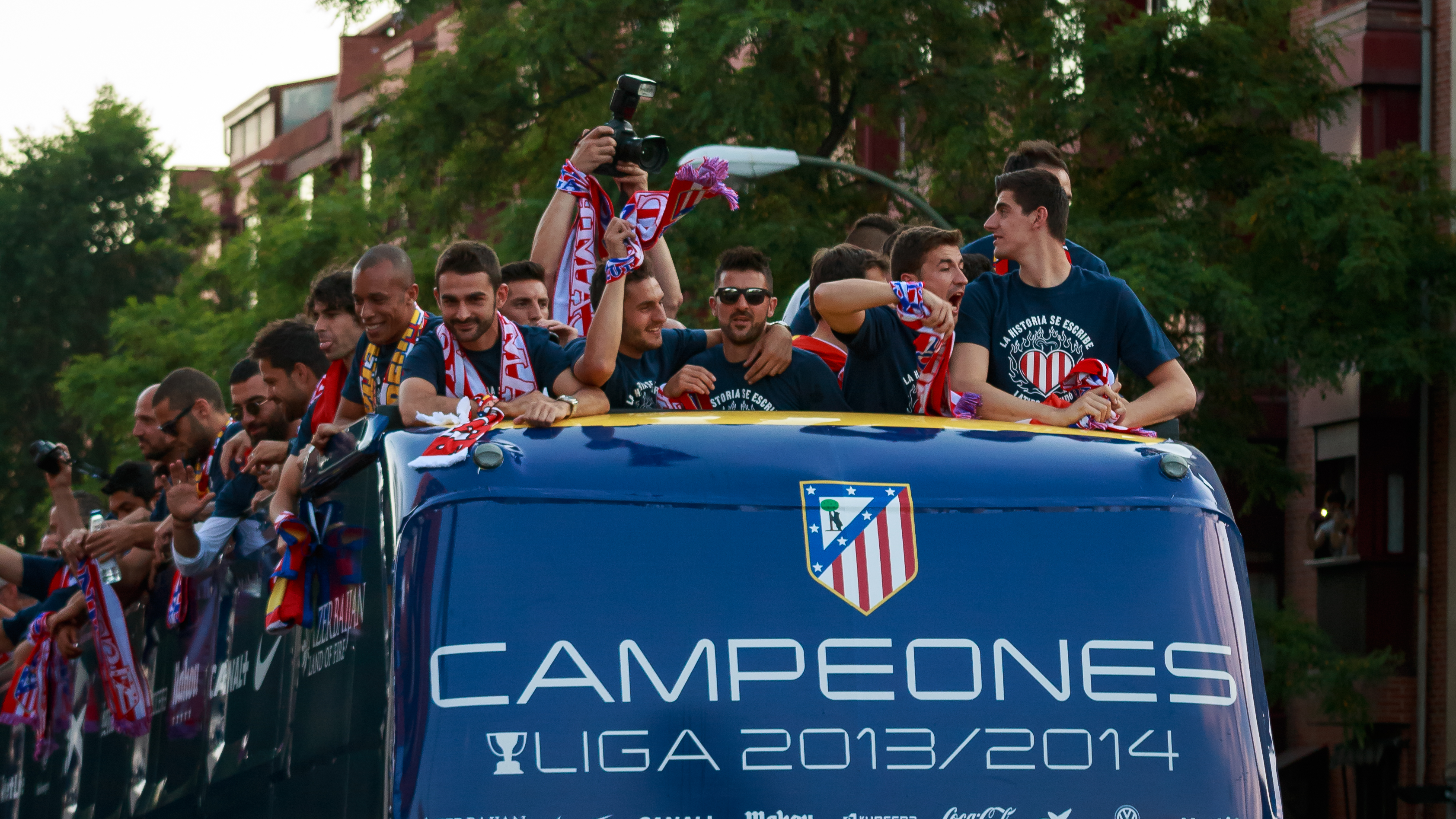
Celebrations of Atlético Madrid after winning the 2013–14 La Liga titles

- Vô địch Tây Ban Nha (La Liga): 11
  - 1939-40, 1940–41, 1949–50, 1950–51, 1965-66, 1969–70, 1972–73, 1976-77, 1995–96,  2013-14,  2020–21[47]
- Cúp Nhà vua Tây Ban Nha (Copa del Rey): 10
  - 1960, 1961, 1965, 1972, 1976, 1985, 1991, 1992, 1996, 2013
- Siêu cúp bóng đá Tây Ban Nha: 3
  - 1951,[48] 1985, 2014[49]
- UEFA Cup Winners' Cup/Cúp C2: 1
  - 1962[50]
- Tập tin:UEFA Cup (adjusted).png UEFA Europa League/Cúp C3: 3
  - 2010, 2012, 2018
- UEFA Super Cup/Siêu cúp bóng đá châu Âu: 3
  - 2010, 2012, 2018[51]
- Intercontinental Cup: 1
  - 1974

### Giải thưởng & Vinh danh
- Copa Stadium (Giải thưởng Thể thao Quốc gia lâu đời nhất của Tây Ban Nha): 1962
- Huy chương Vàng (Huân chương Hoàng gia vì Thành tích Thể thao): 2014[52]
- Giải thưởng Globe Soccer: 2014[53]
- Câu lạc bộ xuất sắc nhất năm của Globe Soccer: 2012, 2018[54][55]
- Đội bóng câu lạc bộ xuất sắc nhất thế giới của năm do IFFHS bình chọn: 2018[56]